# 前45年
| 千纪： | 前1千纪 |
| 世纪： | 前2世纪 \| 前1世纪 \| 1世纪                                                                                |
| 年代： | 前70年代 \| 前60年代 \| 前50年代 \| 前40年代 \| 前30年代 \| 前20年代 \| 前10年代                           |
| 年份： | 前50年 \| 前49年 \| 前48年 \| 前47年 \| 前46年 \| 前45年 \| 前44年 \| 前43年 \| 前42年 \| 前41年 \| 前40年 |
| 纪年： | 西汉初元四年                                                                                               |

## 大事记
- 罗马共和国
  - 1月1日——开始使用儒略历。
  - 3月17日——尤利烏斯·凱撒在遠西班牙南部蒙達戰役擊敗龐培之子格奈烏斯·龐培烏斯（英语：Gnaeus Pompeius (son of Pompey the Great)）、塞克斯圖斯及名將提圖斯·拉比埃努斯領導的貴族派軍隊，是尤利烏斯·凱撒在內戰中面對貴族派的最後一戰。

## 出生
- 王莽，新朝的建立者（23年10月6日逝世）

## 逝世
- 3月17日——提圖斯·拉比埃努斯，羅馬共和國末期職業軍人，尤利烏斯·凱撒在高盧戰爭備受信賴的副將，但在內戰倒向龐培，在蒙達戰役被殺。
- 4月12日——格奈烏斯·龐培烏斯（英语：Gnaeus Pompeius (son of Pompey the Great)），龐培之子。